# Sindrome locked-in
La sindrome locked-in o sindrome del chiavistello è una condizione nella quale il paziente è cosciente e sveglio, ma non può muoversi oppure comunicare, a causa della completa paralisi di tutti i muscoli volontari del corpo; è anche nota come disconnessione cerebromedullospinale, stato de-efferentato, pseudocoma, o sindrome ventrale pontina.
È il risultato di un danno al tronco-encefalo che vede danneggiata la parte ventrale troncoencefalica, corrispondente ai fasci piramidali. Esita come risultato in tetraplegia e inabilità a parlare in individui che per altri aspetti sono intatti dal punto di vista cognitivo. 
I pazienti con la sindrome "locked-in" possono comunicare con altre persone, codificando la chiusura delle palpebre oppure muovendo gli occhi, dato che i loro centri nervosi e le loro vie afferenti ai nervi ottici e oculomotori (nervi cranici II, III e IV) non sono danneggiati dal danno al fascio piramidale che causa paralisi al resto dei nervi cranici motori (nervi VI, VII, IX, XI, XII) ed a tutti gli altri nervi che si originano dal midollo spinale.

## Cause
La sindrome locked-in può essere dovuta a un certo numero di patologie, tra cui:
- ischemia della porzione ventrale del ponte, in genere dovuta a trombosi dell'arteria basilare
- trauma cranico
- malattie del sistema cardiocircolatorio
- overdose da farmaci
- danno alle cellule nervose, particolarmente per la distruzione della guaina mielinica, provocata da alcune malattie demielinizzanti e leucoencefalopatie.

A differenza dello stato vegetativo persistente, nel quale le porzioni superiori del cervello sono danneggiate e le porzioni inferiori sono conservate, la sindrome locked-in è causata da un danno a specifiche porzioni del cervello inferiore e del tronco encefalico senza danni al cervello superiore (diencefalo e telencefalo).

## Fisiopatologia
La causa più comune della LIS è una lesione della porzione ventrale del ponte. A quel livello convergono sia le fibre piramidali provenienti dalla corteccia motoria e, con una proporzione venti volte maggiore a rispetto a queste ultime, il fascio di fibre che parte da tutta la corteccia cerebrale e raggiunge l'emisfero cerebellare del lato opposto. Da un punto di vista anatomopatologico l'interruzione delle fibre che da tutta la corteccia cerebrale raggiungono il cervelletto, sono distrutte causando una "deafferentazione" del cervelletto.

### Sinonimi: pseudocoma o sindrome ventrale pontina
I pazienti che hanno la sindrome locked-in sono pienamente coscienti. Sanno esattamente dove si trovano le loro braccia e gambe, e, a differenza dei pazienti paralizzati, possono ancora percepire sensazioni tattili e dolorifiche. Alcuni pazienti hanno la capacità di muovere alcuni muscoli facciali. La maggioranza dei pazienti con la sindrome locked-in non recupera il controllo motorio, ma diverse apparecchiature sono disponibili per aiutarli a comunicare.
I pazienti con la sindrome locked-in riferiscono di sentirsi nella maggior parte piuttosto tranquilli, e alcuni riferiscono di essere un po' tristi. Questo è il contrario del panico e del terrore che si potrebbe supporre pensando a persone coscienti che non possono muoversi, parlare e controllare l'ambiente che li circonda. Questi dati indicherebbero che le emozioni sono dovute a interpretazioni delle sensazioni corporee. Dal momento che le persone che si trovano nello stato locked-in non hanno un grande senso della corporeità (propriocezione), il cervello non riceve dei feedback indicanti il pericolo.
Sono poi stati individuati alcuni aspetti della sindrome locked-in che potrebbero essere considerati come vere e proprie "sindromi nella sindrome" dai ricercatori della U.N.A.I (Unità di Neuroriabilitazione ad Alta Specialità) del San Raffaele di Cassino in collaborazione con ricercatori della Facoltà di Psicologia della Seconda Università Di Napoli; in particolare i soggetti affetti da questa patologia presentano deficit a carico dell'immaginario motorio, riso e pianto patologico e difficoltà selettiva nel riconoscimento dell'espressione delle emozioni negative sul volto degli altri. Queste evidenze suggeriscono una revisione della fisiopatologia della LIS e, di conseguenza, degli aspetti clinici, terapeutici e riabilitativi. Ad esempio la compromissione dell'immaginario motorio non può essere trascurata nell'elaborazione delle strategie di trattamento in questi pazienti; in modo simile il riso e pianto patologico, dal momento che può ingannare chi sta vicino al paziente circa il suo reale stato emotivo, deve essere tenuto in debito conto, in particolare nel rapportarsi con il paziente e con i suoi familiari. Dal momento che molti dei presidi per facilitare la comunicazione prevedono un buon controllo dei movimenti oculari, che possono essere variabilmente compromessi in questa sindrome, è evidente che la cura e training riabilitativo degli stessi è cruciale. Sempre lo stesso gruppo di ricerca ha proposto un approccio farmacologico ai disturbi dei movimenti oculari mediante la somministrazione di Gabapentin. 

## Sindrome locked-in e stato vegetativo
Dal momento che esistono alcune similitudini fra sindrome locked-in e stato vegetativo è indispensabile comprenderne a fondo le differenze. 
Sia il soggetto affetto da LIS sia quello affetto da SV sono per lo più a occhi aperti (mentre nel coma questi sono chiusi) e con un repertorio di risposte agli stimoli estremamente ristretto, si può affermare che i due tipi di pazienti "si rassomigliano". 
In effetti si tratta di due condizioni opposte: nello SV gli occhi sono aperti ma il paziente non è cosciente, mentre il LIS lo è. Il timore dei parenti che il loro congiunto sveglio ma "non cosciente" (Awake but not Aware) sia, in realtà, cosciente e consapevole è sempre molto forte. 
È importante tenere ben presente il significato della parola sindrome per affrontare questo tema: un insieme di segni e sintomi. I sintomi sono ciò che viene riferito dal paziente mentre i segni comprendono tutto ciò che è osservabile dal medico. Così la sindrome è una descrizione cui corrisponde una patologia. Ma questa corrispondenza non è sempre perfetta alla semplice osservazione. Per questa ragione ai segni rilevabili durante l'esame obiettivo si aggiungono dati forniti da strumenti di diverso tipo capaci di rilevare l'attivazione di specifiche aree cerebrali la cui funzione è nota o ancora da scoprire. Il più usato di questi metodi è la risonanza magnetica funzionale cui si rimanda per approfondire.
Recentemente sono stati rilevati segni di "coscienza coperta" (Covert Awareness) in pazienti ritenuti in stato vegetativo. Ovviamente si è prodotto molto clamore mediatico intorno a queste evidenze con possibili implicazioni a livello etico: se pazienti con la diagnosi di SV possono essere coscienti, questo cosa implica? In letteratura scientifica sono evidenziabili posizioni molto diverse in merito a questo vero e proprio giallo scientifico con diverse ipotesi sul banco:
- Il soggetto che non è responsivo all'esame medico, anche specialistico, ma mostra segni di risposta diversi ed evidenziabili solo con strumentazioni particolari (ad esempio attiva l'area cerebrale del movimento se gli si dice di muovere la mano con la risonanza magnetica funzionale) sarebbe affetto da LIS completa (una variante rara della LIS in cui non sono possibili neppure i movimenti oculari). In altri termini non è stata scoperta la coscienza nello SV ma era la diagnosi di SV a essere sbagliata.
- La gran parte della elaborazione degli stimoli che raggiungono il cervello viene elaborata senza che il soggetto ne sia consapevole (ad esempio come si evidenzia in molti studi sulla percezione subliminale. Quindi l'ipotesi di cui al punto 1 sarebbe valida soltanto se il soggetto dimostra di "guidare volontariamente" l'attivazione di certe aree del cervello piuttosto che altre (si dà inoltre per scontato che comprenda senza difficoltà quello che gli viene richiesto). L'evenienza di una guida volontaria è stata dimostrata su uno o due pazienti soltanto dal Coma Science Group di Liegi diretto da Steven Laureys in collaborazione con Adrian Owen dell'università di Cambridge. Il soggetto da loro osservato usava un codice stabilito per cui per dire "si" immaginava di giocare a tennis e per dire "no" immaginava di "camminare nella sua casa". Così nel primo caso si attivava l'area dell'immaginario motorio e nel secondo quella dell'immaginario spaziale che, nel cervello, sono ben distinte e riconoscibili con la risonanza magnetica funzionale. Come abbiamo detto in questo caso la diagnosi corretta sarebbe "locked-in completa" piuttosto che "coscienza in stato vegetativo".
- Ipotizzando che la coscienza persista anche in stato vegetativo dovrebbe essere affrontato un nuovo tema: può la coscienza essere così indipendente dal corpo da manifestarsi esclusivamente con delle super-tecnologie? Che differenza c'è fra immaginare di muovere la mano e muoverla effettivamente? È possibile avere un danno al cervello che distrugga tutte le capacità di manifestarsi con i comportamenti lasciando intatte la comprensione, la collaborazione, l'immaginario motorio e quello spaziale ma, più in generale, la consapevolezza di sé e degli altri? Queste domande sono a cavallo fra scienza e filosofia ma, questa volta, è la prima che ha riportato alla seconda. Questo genere di considerazioni deve essere affrontato con molta cautela e, probabilmente, al momento non si dispone di dati sufficienti per schierarsi a favore di una delle diverse fazioni che si sono venute a creare fra gli studiosi.

## Prognosi
Sfortunatamente, in molti casi non avviene un recupero, ed è considerato estremamente raro il ritorno a condizioni di capacità motoria generanti una qualità di vita che sia poco più che molto limitata.
Nonostante tutto queste persone possono manifestare la volontà di intraprendere alcune iniziative, sia politiche sia religiose. Alcuni raggiungono un'età abbastanza avanzata: Giampiero Steccato, ex ferroviere piacentino, morì a 62 anni dopo essere rimasto in questa condizione per 14 anni; nonostante i forti limiti, scrisse libri e articoli di giornale e tenne incontri pubblici insieme all'attore Alessandro Bergonzoni.

## Nei media e nella cultura di massa
Il giornalista parigino Jean-Dominique Bauby ebbe un ictus nel 1995, e quando si risvegliò dopo 20 giorni, scoprì che il suo corpo aveva cessato di funzionare del tutto: poteva controllare soltanto la sua palpebra sinistra. Muovendo la palpebra riuscì a dettare un intero libro, una lettera per volta, e in questo modo scrisse "Lo scafandro e la farfalla". Da questo libro venne tratto il film omonimo del 2007.
Nel 2018, Daniela Gazzano, insegnante, fondatrice della associazione no profit "Gli amici di Daniela APS" e con la sindrome locked-in dal 2005, scrive con 110 390 battiti di ciglia il libro con cinque fiabe "Le storie magiche della radura incantata", edito da Salani Editore, nel quale racconta in un mondo elfico cosa successe la notte che divenne una Locked-in Syndrome.
In occasione delle elezioni europee 2009, una persona affetta da locked-in è stata candidata per la prima volta a una carica istituzionale: la Lista Emma Bonino ha infatti presentato nelle proprie file Severino Mingroni, dirigente dell'Associazione Luca Coscioni, divenuto locked-in dopo una trombosi dell'arteria basilare.
La sindrome locked-in è stata trattata nel diciannovesimo episodio della quinta stagione della serie TV Dr. House - Medical Division e nel sedicesimo episodio della seconda stagione di Chicago Med. In ambito cinematografico, la sindrome locked-in viene ripetutamente citata nella pellicola inglese Ghost Stories.
Questa sindrome è presente anche nel dramma coreano Dr. John nell'episodio 24.
È possibile che ne sia affetto anche Noirtier, personaggio de Il conte di Montecristo essendo muto e paralitico e riuscendo a comunicare con la nipote unicamente attraverso lo sguardo. 
La sindrome del chiavistello compare anche nella puntata 22 della seconda stagione della serie tv Jane the virgin.
In Death Stranding, videogioco ideato da Hideo Kojima, è presente un'intervista intitolata "Sindrome del chiavistello" in cui viene descritta questa condizione in riferimento a un personaggio della storia.
Martin Pistorius, un uomo sudafricano, ha sofferto della malattia dall'età di dodici anni ed è stato creduto per anni morto cerebralmente. Successivamente ha riacquistato parte della mobilità fisica e ha scritto un libro sulla sua storia, Il ragazzo che si risvegliò uomo.